# Sapna
Sapna è un comune della Federazione di Bosnia ed Erzegovina situato nel Cantone di Tuzla con 12.136 abitanti al censimento 2013.

## Storia
Dal punto di vista amministrativo il comune è stato costituito il 18 marzo 1998 quando il consiglio comunale si insediò per la prima volta. È formato da parte del territorio del vecchio comune di Zvornik, tuttora facente parte della Repubblica Serba di Bosnia ed Erzegovina

## Località
Il comune è formato dall'insieme delle seguenti località:
- Sapna
- Vitinica
- Mededa
- Nezuk
- Zaseok
- Godus
- Rastosnica
- Kovacevici
- Zuje
- Selimovici